# Stony Point (Nova York)
Stony Point és una concentració de població designada pel cens dels Estats Units a l'estat de Nova York. Segons el cens del 2000 tenia 11.744 habitants.

## Demografia
Segons el cens del 2000, Stony Point tenia 11.744 habitants, 3.991 habitatges, i 3.160 famílies. La densitat de població era de 824,4 habitants per km².
Dels 3.991 habitatges en un 38,1% hi vivien nens de menys de 18 anys, en un 66,1% hi vivien parelles casades, en un 9,6% dones solteres, i en un 20,8% no eren unitats familiars. En el 17,4% dels habitatges hi vivien persones soles el 8,5% de les quals corresponia a persones de 65 anys o més que vivien soles. El nombre mitjà de persones vivint en cada habitatge era de 2,91 i el nombre mitjà de persones que vivien en cada família era de 3,31.
Per edats la població es repartia de la següent manera: un 25,9% tenia menys de 18 anys, un 6,6% entre 18 i 24, un 30,2% entre 25 i 44, un 25,1% de 45 a 60 i un 12,3% 65 anys o més.
L'edat mediana era de 38 anys. Per cada 100 dones de 18 o més anys hi havia 94 homes.
La renda mediana per habitatge era de 71.017 $ i la renda mediana per família de 82.124 $. Els homes tenien una renda mediana de 55.014 $ mentre que les dones 35.974 $. La renda per capita de la població era de 27.975 $. Entorn de l'1,9% de les famílies i el 3,6% de la població estaven per davall del llindar de pobresa.